# Androsace spinulifera
Androsace spinulifera är en viveväxtart som först beskrevs av Adrien René Franchet, och fick sitt nu gällande namn av Reinhard Gustav Paul Knuth. Androsace spinulifera ingår i släktet grusvivor, och familjen viveväxter. Inga underarter finns listade i Catalogue of Life.